# Oosteinde (tramstation)
Station Oosteinde is een ondergronds tramstation van HTM in de Nederlandse gemeente Leidschendam-Voorburg. Het station werd geopend op 1 juli 2010.
Oosteinde is het enige station in de Vliettunnel, een tramtunnel met een lengte van 1 km, die speciaal voor tramverkeer werd aangelegd. De tunnel loopt parallel aan de Vliettunnel voor wegverkeer in de autoweg N14.
Het station wordt aangedaan door tramlijn 19.